# Episodi di Tandem (quinta stagione)
La quinta stagione della serie televisiva Tandem, composta da 12 episodi, ha debuttato su France 3 il 20 aprile e si è conclusa il 25 maggio 2021.
In Italia, la stagione è andata in onda dal 9 febbraio al 16 marzo 2022 sul canale Giallo.
| nº | Titolo originale         | Titolo italiano            | Prima TV Francia | Prima TV Italia  |
| -- | ------------------------ | -------------------------- | ---------------- | ---------------- |
| 1  | L'eau qui dort           | L'acqua cheta              | 20 aprile 2021   | 9 febbraio 2022  |
| 2  | Secrets sur les docks    | Segreti sulla banchina     | 20 aprile 2021   | 9 febbraio 2022  |
| 3  | Les larmes d'Aphrodite   | Le lacrime di Afrodite     | 27 aprile 2021   | 16 febbraio 2022 |
| 4  | Le serment d'Hippocrate  | Il giuramento di Ippocrate | 27 aprile 2021   | 16 febbraio 2022 |
| 5  | Jeux de trône            | Giochi di potere           | 4 maggio 2021    | 23 febbraio 2022 |
| 6  | Un homme à la mer        | Uomo in mare               | 4 maggio 2021    | 23 febbraio 2022 |
| 7  | Seconde chance           | Seconda chance             | 11 maggio 2021   | 2 marzo 2022     |
| 8  | Disparition inquiétante  | Una strana scomparsa       | 11 maggio 2021   | 2 marzo 2022     |
| 9  | Juste une illusion       | Solo un'illusione          | 18 maggio 2021   | 9 marzo 2022     |
| 10 | Mascarade                | Festa in maschera          | 18 maggio 2021   | 9 marzo 2022     |
| 11 | Avant l'oubli (partie 1) | Prima dell'oblio (parte 1) | 25 maggio 2021   | 16 marzo 2022    |
| 12 | Avant l'oubli (partie 2) | Prima dell'oblio (parte 2) | 25 maggio 2021   | 16 marzo 2022    |